# Lopezus fedtschenkoi
Lopezus fedtschenkoi är en insektsart som först beskrevs av Mclachlan in Fedchenko 1875.  Lopezus fedtschenkoi ingår i släktet Lopezus och familjen myrlejonsländor.

## Underarter
Arten delas in i följande underarter:
- L. f. persicus
- L. f. fedtschenkoi
- L. f. lachlani